# Kerberos

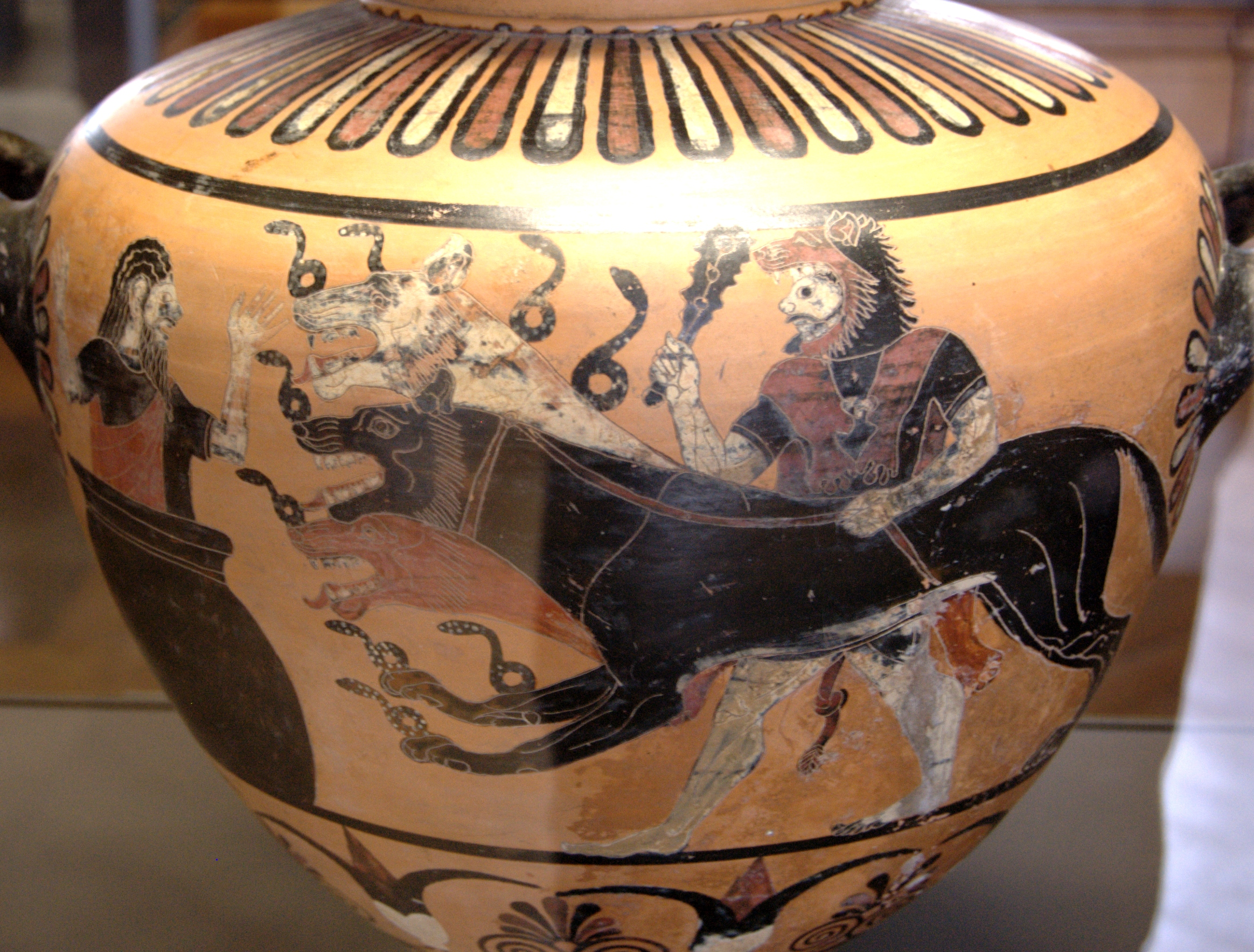
Héraklés, Kerberos a Eurystheus na nádobě na obilí, Řecko, 6. stol. př. n. l., Louvre

Kerberos (řecky Κέρβερος, latinsky Cerberus) je v antické mytologii trojhlavý černý pes, který střeží vchod do podsvětí. Dovnitř pustí každého, ale ven nikdo živý nevyjde. Podle jiných představ střežil především podsvětí před vstupem živých.

## Charakteristika
V antické kultuře bývá popisován a zpodobován jako černý pes extrémní velikosti, se dvěma nebo třemi hlavami, dračím ohonem, na krku a na nohách mívá kromě srsti hady, jeho sliny jsou jedovaté. Hésiodos píše, že hlav je nespočetně. Počet Kerberových hlav je ovšem nejasný. Jako trojhlavý je nejčastěji uváděn až v římské mytologii. Později se popisoval jako stohlavý či mnohohlavý, s jedovatým dechem a množstvím hadích hlav na šíjích.

## Příběh
Kerberos spatřil světlo světa jenom jednou, a to když ho vyvedl z podsvětí Héraklés při plnění dvanáctého úkolu. Mykénský král Eurystheus neuznal Héraklovi splnění dvou z deseti úkolů, protože je plnil s pomocníky. Uložil proto Héraklovi dva další úkoly, tím dvanáctým bylo chytit v podsvětí hlídače mrtvých, psa Kerbera a přivést ho. Hérakles se dostal do podsvětí s pomocí bohů, byl tam vlídně přijat samotným králem Hádem. Ten mu dovolil Kerbera chytit za podmínky, že to dokáže holýma rukama, beze zbraně. Kerberos se zuřivě bránil, když ho však Hérakles stiskl tak silně, že ho přidusil, slíbil poslušnost, dal se spoutat a následoval Hérakla do Mykén. Když král Eurystheus spatřil strašného strážce podsvětí Kerbera, vyděsil se a schoval do nádoby na obilí. Podle jiné verze padl před Héraklem na kolena a prosil, aby příšeru odvedl zpět.
Podle Vergilia (Aeneis, zpěv IV.) pronikl Aeneas, stejně jako Hérakles, do podsvětí díky uspávacímu účinku medového koláče, který Kerberovi hodila Sibyla.
Orfeus očaroval Kerbera svým zpěvem.

## Rodinné poměry
- Matka: Echidna
- Otec: Týfón
- Sourozenci: Orthos, Hydra, Chiméra, Sfinx, nemejský lev a Skylla

## Odraz v umění

### Výtvarné umění
Kerberos bývá vyobrazen ve scénách chytání, krocení Kerbera, konfrontace Kerbera s Eurysteuem, nebo v celkovém vyobrazení Hádovy podsvětní říše. Na některých obrazech bývá jen rekvizitou v Héraklově pozadí, jindy Hérakles na zkrocení Kerbera používá zakázanou zbraň. Podoba Kerbera se podle fantazie umělce může měnit, nejdále došel ve své skice dvorní rudolfinský malíř Giuseppe Arcimboldo.
- Řecká archaická keramika: černofigurová nebo červenofigurová malba, 6.-5. století př. n. l., pás nádoby umožňuje prohlížet výjev z různých stran (příklady v Louvru, v Národním muzeu ve Stockholmu nebo v Britském muzeu v Londýně).
- Renesanční malba, grafika a sochařství: silácké pojetí Hérakla jako zápasníka při krocení Kerbera; například Paolo della Stella: reliéf na letohrádku královny Anny v Praze
- Historismus si libuje v popisu prostor podsvětí (například Gustav Doré nebo William Blake.

### Film
- Kerberos byl předlohou pro trojhlavého psa Chloupka J. K. Rowlingové v Harrym Potterovi.
- Kerberos je monstrum ze seriálu Lost (Cerberus).

## Galerie

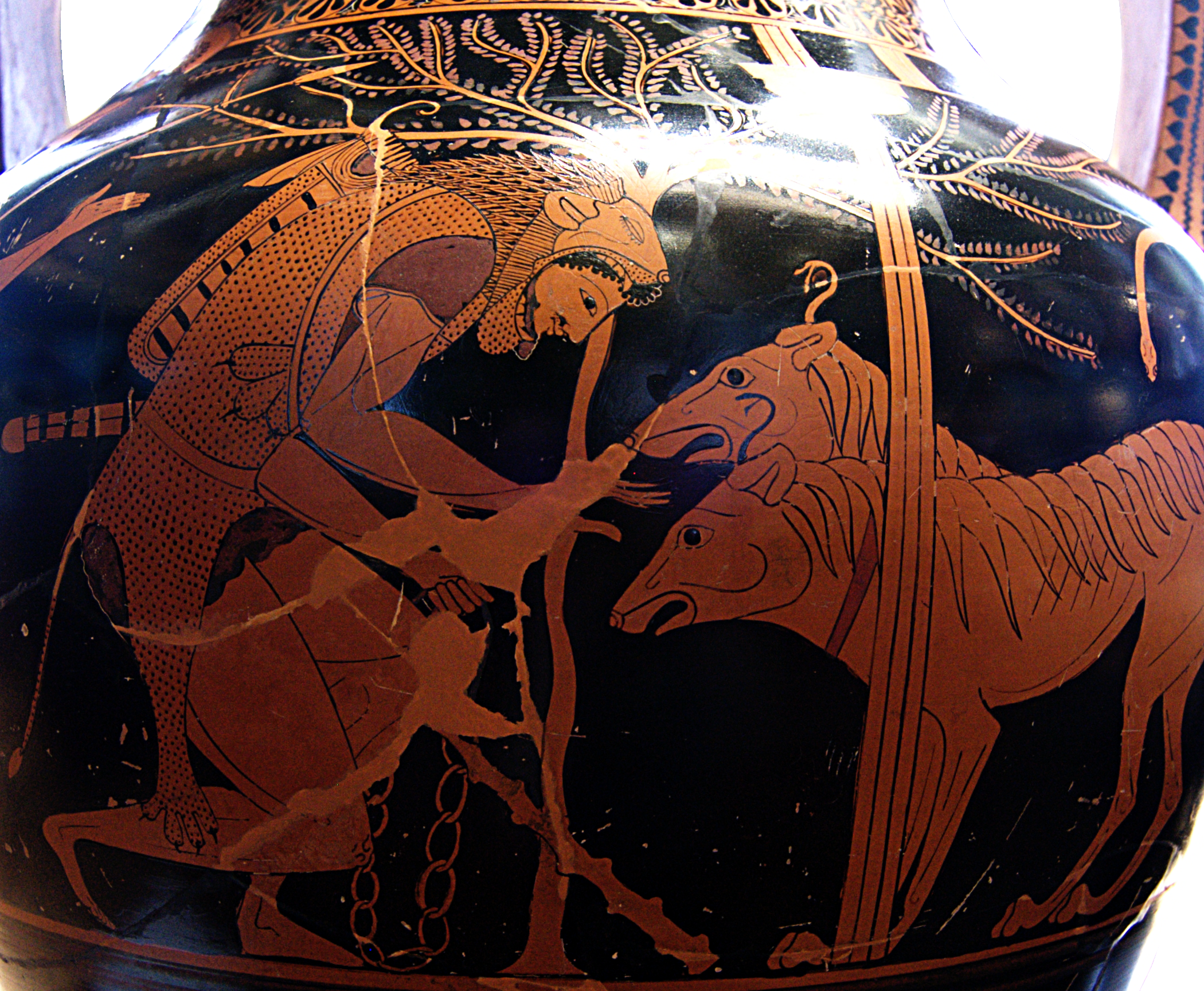
Hérakles napájí dvouhlavého Kerbera, Řecko, 530-520 př. n. l., Louvre
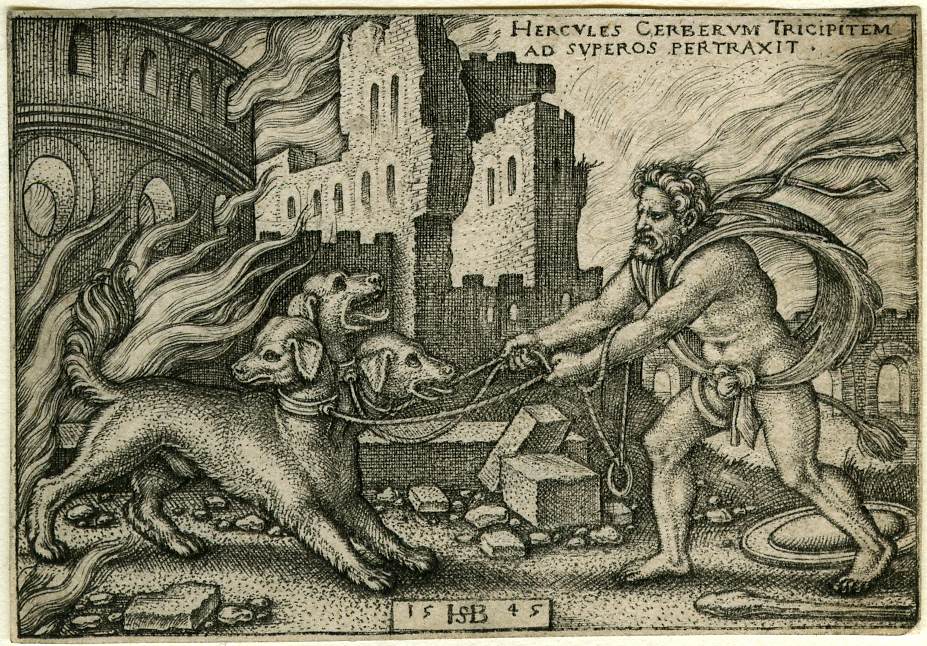
Hans Sebald Beham: Hérakles krotí Kerbera, Norimberk, 1545
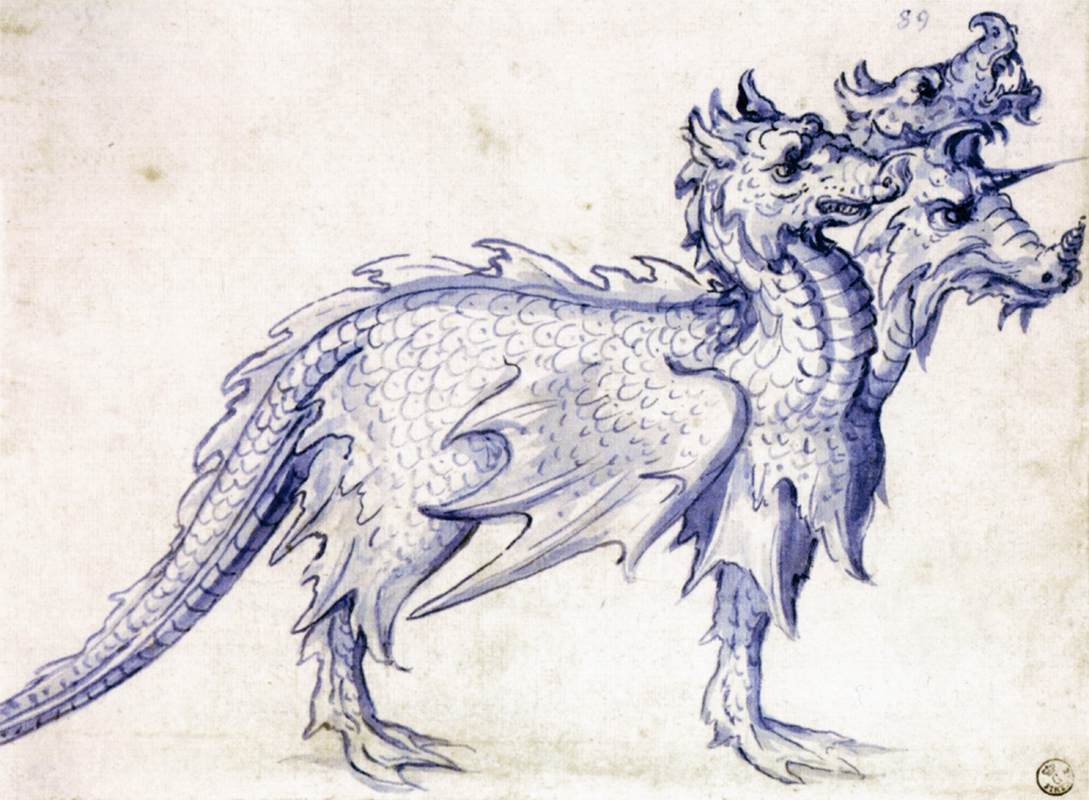
Giuseppe Arcimboldo: Skica pro karnevalovou masku kombinuje Kerbera s lernskou hydrou
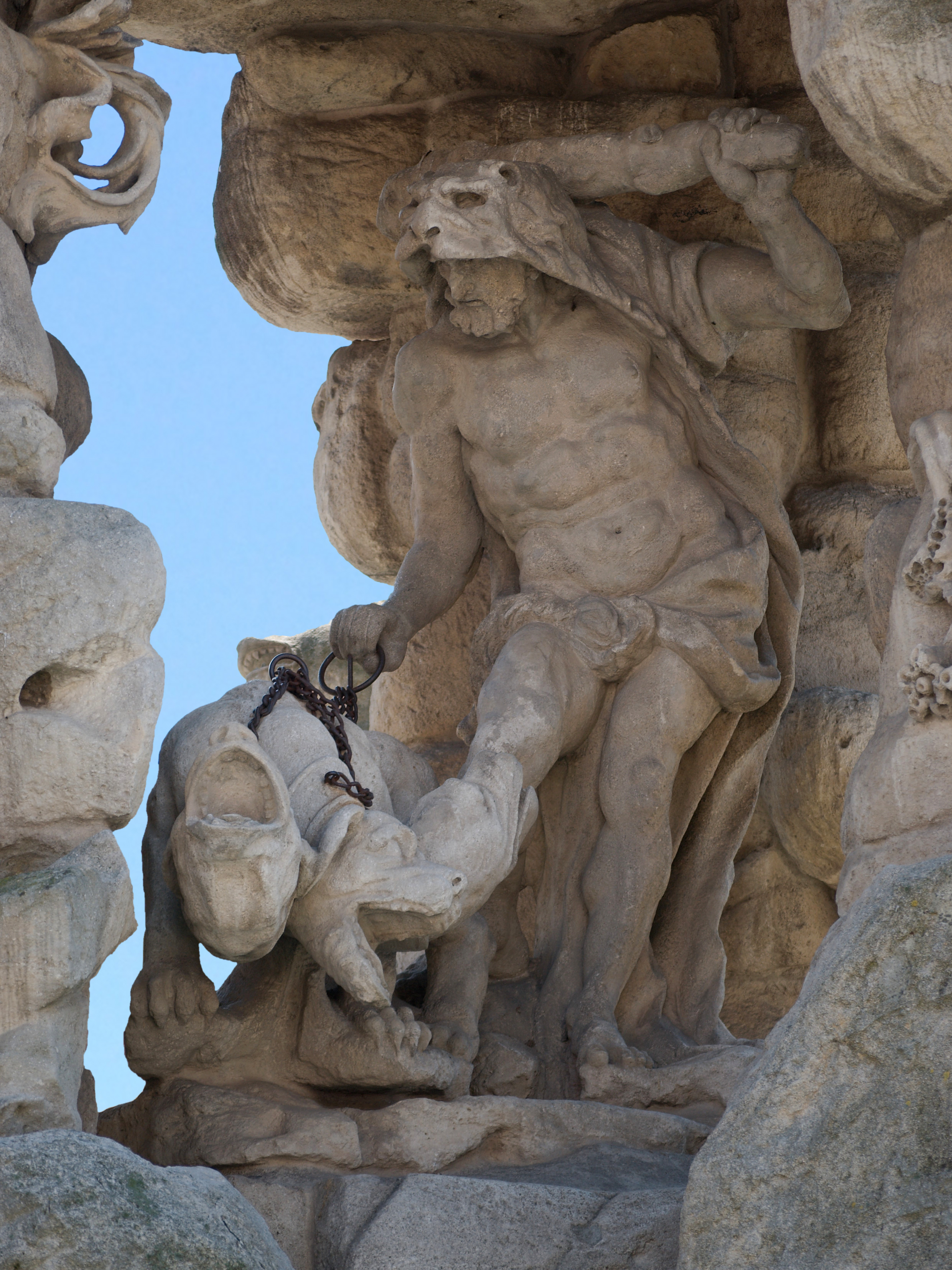
Hérakles se zkroceným Kerberem na barokní kašně Parnas, Zelný trh, Brno
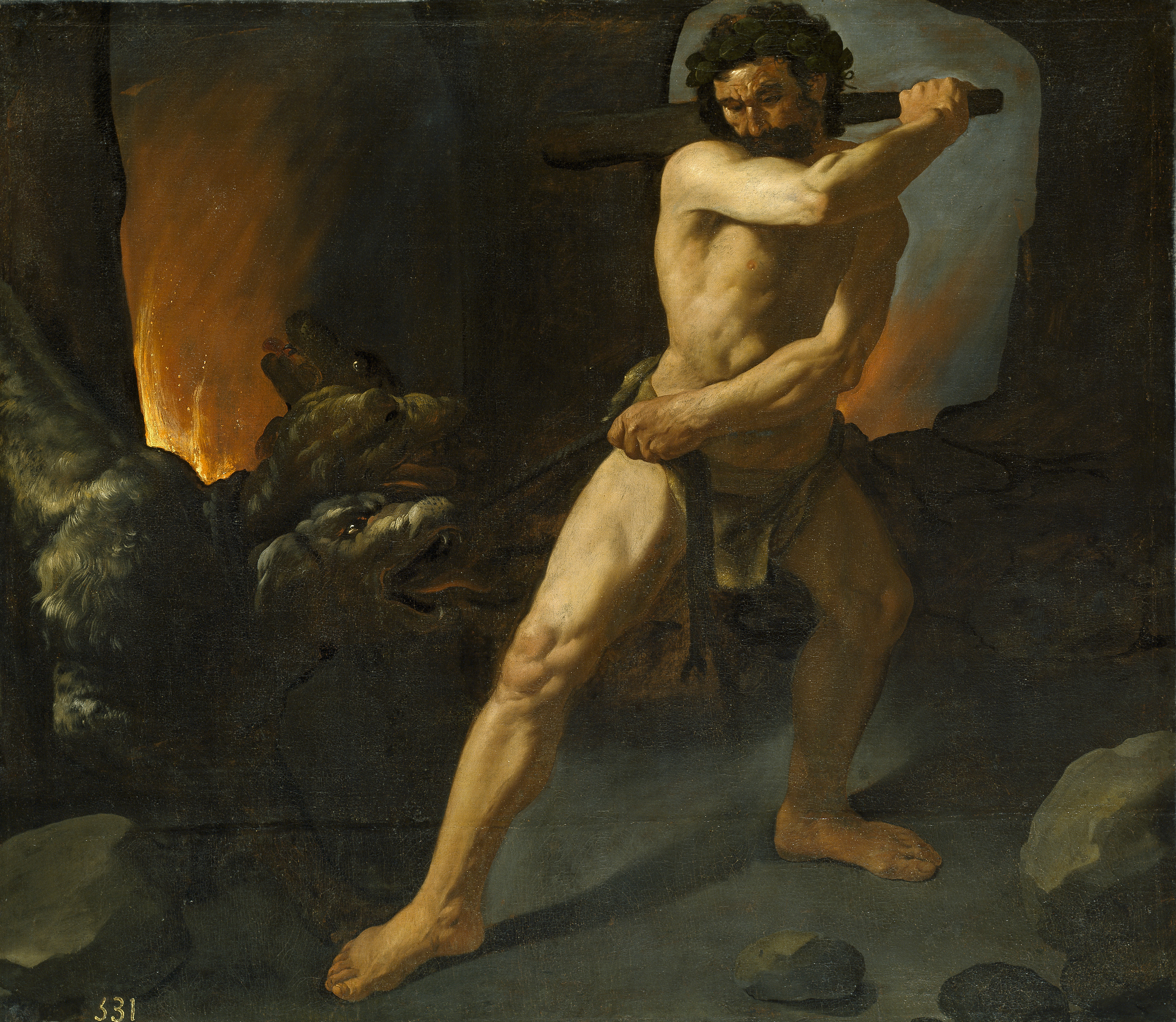
Francesco Zurbarán: Héraklés táhne Kerbera na řemeni a ohání se kyjem; Madrid 1634

## Jiné významy
- V přeneseném slova smyslu nebo ironicky se tak označuje: přísný člověk, hlídač, domovník, fotbalový brankář.
- Francouzský přírodovědec Georges Cuvier roku 1829 pojmenoval Cerberus nově objevený rod asijského hada[4].
- Podle Kerbera je pojmenována organizace Cerberus v herní sérii Mass Effect
- Podle Kerbera byl pojmenován měsíc trpasličí planety Pluto Kerberos a planetka 1865 Cerberus